# Albertus-Gymnasium Lauingen
Das Albertus-Gymnasium Lauingen ist nach dem bedeutendsten Sohn der Stadt, Albertus Magnus, benannt. Es geht zurück auf das 1561 von Pfalzgraf Wolfgang gestiftete Gymnasium illustre im ehemaligen Kloster St. Agnes, das mit der Rekatholisierung im 17. Jahrhundert wieder verschwunden war. In dessen Nachfolge wurde 1841 das Lehrerseminar von Dillingen nach Lauingen in die Gebäude („Altbau“) des ehemaligen Augustinerklosters verlegt und somit das heutige Albertus-Gymnasium begründet.
Von 1970 bis 1980 entstand infolge von Platz- und Modernisierungsmangel der „Neubau“ des Gymnasiums.

## Berühmte Absolventen
- Gerhard Merkl (1961–2016), Kirchenmusiker, Dirigent und Domkapellmeister von Passau
- Tobias Lotter (1568–1631), lutherischer Geistlicher und Theologe